# Templeton (Virginia)
Templeton ist ein Census-designated place im Prince George County, Virginia, USA.

## Demografie
Die Bevölkerung lag zum United States Census 2020 bei 372 Einwohnern, nachdem die Einwohnerzahl bei der Volkszählung von 2010 noch 431 betragen hatte. 

## Lage
Templeton liegt an der Interstate 95 bei der Ausfahrt 41, wo der US Highway 301 sowie die Virginia State Routes 35 und 156 zusammenlaufen.